# إليزابيث بير
إليزابيث بير جانسون (بالإنجليزية: Elizabeth Peer)‏ (3 فبراير 1936 – 26 مايو 1984) واسمها عند الولادة إليزابيث كلاو بير وفي أغلب الأوقات ليز بير فقط، هي صحفيّة أمريكيّة رائدة عملت لدى مجلة نيوزويك منذ عام 1958 حتى وفاتها في عام 1984. بدأت حياتها المهنية عند نيوزويك كعاملة نسخ، في وقت كانت فيه الفرص المتاحة للنساء محدودة. قام أوزبورن إليوت بترقيتها إلى كاتبة عام 1962، وبعد سنتين أُرسلت إلى باريس بصفتها أول مراسلة أجنبية أنثى لنيوزويك.
عادت بير إلى الولايات المتحدة في عام 1969 لتعمل في المكتب الإداري لنيوزويك في واشنطن العاصمة. وعندما قامت 46 موظفة في نيوزويك برفع شكوى مع لجنة تكافؤ فرص العمل بقيت بير على الحياد. وتمت ترقيتها تجاوزًا إلى محررة رئيسية في عام 1973 لأسباب ما زالت غير واضحة. عادت إلى باريس في عام 1975 لرئاسة مكتب الأخبار وأصبحت أول مراسلة حربية أنثى لنيوزويك في عام 1977 عندما غطّت حرب أوغادين. وقد كسبت نتيجة إعدادها للتقارير هناك التمييز وأصبحت معروفة، ولكنها تعرضت لإصابة مضعفة لم تتعافى منها أبدًا وقد أدّت إلى انتحارها عام 1984.

## مطلع حياتها
ولدت بير في مدينة إيست أورانج، بولاية نيو جيرسي في 3 فبراير عام 1936 للطبيب ليندون أ. بير وروث بانغارت بير. كان كلا والديها خريجي جامعة. والدها ليندون خريج جامعة كورنيل، كان طبيب جراحة تجميلية وهو من أسس قسم الجراحة التجميلية في مشفى سانت بارناباس في نيوارك، نيو جيرسي. تخرّجت روث من كلية ويلز. وقد تزوجا في 16 ديسمبر، 1929.
ارتادت إليزابيث كلية كونيكتيكت للنساء وتخرجت عام 1957. تخصّصت بير في الفلسفة وأظهرت اهتمامًا قويًا في الفنون. بدأت كمراسلة لصحيفة الطلاب، أخبار كلية كونيكتيكت (التي كان مرشد الهيئة التدريسية لها الشاب باول فوسيل) قبل التبديل لتصبح رسامة الكرتون الخاصة بها عندما أصبحت طالبة سنة ثانية في الجامعة. وفي تلك السنة خدمت أيضًا كمحررة فنية لـ كوارترلي، المجلة الأدبية للكلية، وبدأت التمثيل في المسرحيات. تابعت التمثيل خلال عهدها في كونيكتيكت. ترك أداء بير كواحدة من المعلمتين في مسرحية ساعة الأطفال لليليان هيلمان انطباعًا لدى ويليم ميريديث وثم لدى كلية الأدب الإنكليزي.
وفي نهاية سنتها الجامعية الثالثة انتُخبت بير رئيسة لـ «ويغ & كاندل» مجموعة المسرح الخاصة بالطلاب. ذكَرت بير لاحقًا أنها «لم يكن مقدرًا لها أن تمتلك مهنة» ولكن بعد خطوبة غير حاسمة من رجل لم يذكر اسمه في ربيع سنتها الجامعية الأخيرة في كونيكتيكت، تابعت تجربتها في كونيكتيكت من خلال التسجيل في برنامج المسرح في جامعة كولومبيا. لم يوافق والداها على قرارها ورفضا أن يدفعا للشهادة وتركت بير كولومبيا.

## سيرتها المهنية
قامت وكالة توظيف في مدينة نيويورك بتعيين بير في مجلة نيوزويك كعاملة نسخ. وفي ذلك الوقت، كما كتبت بير لاحقًا، لم تكن تنوي أن تبقى أكثر من سنتين قبل أن تجد زوجًا مناسبًا. «نيوزويك»، وهي مجلة إخبارية أسبوعية شهيرة، لم تملك أكثر من كاتبتين من النساء عند تأسيسها في عام 1933 ولم تملك أي كاتبة واحدة عندما أتت بير في عام 1958. قال أحد المحررين لبير أنها إذا كانت مهتمة بالكتابة يجب أن «تذهب لمكان آخر». لكن طبيعة بير المغامرة -ومن الأحداث التي تذكر ضمنها واقعة جرت عام 1960 حيث قامت بير بالاختباء تحت طاولة لتسترق السمع على اجتماع لمجلس الطيران المدني- أثارت انتباهًا من النوع الجيد والصحيح لدى محرري مجلة نيوزويك.
بدأت الثقافة بالتغيّر في عام 1961 عندما قام فيل غراهام، ناشر صحيفة واشنطن بوست، بشراء مجلة نيوزويك. قام غراهام بترقية أوزبورن (أوز) إليوت مدير التحرير إلى محرر. أعطى إليوت لبير تجربة للكتابة؛ التجربة الوحيدة من نوعها لامرأة بين عامي 1961-1969. ولاحقًا عكست بير الضوء على هذا الحدث بمرارة:
أرسلت نيوزويك بير إلى باريس في عام 1964. كانت أول مراسلة أجنبية أنثى، بالرغم من أنها لم تحصل على العلاوة التقليدية المعتادة، وعندما استفسرت بير عن العلاوة، أجابها إليوت كما يُزعم «ماذا تعنين؟ فكري بالشرف الذي دفعناه لك!» والتزمت بير بشرفها وبقيت مع «الحشود مفتولة العضلات» من المراسلين الأجانب في باريس. لين بوفيتش، التي وصلت إلى المكتب الإداري في باريس عام 1965 كسكرتيرة، ذكرت أنّ بير كانت «بريندا ستار الخاصة بنيوزويك. يمكنها أن تنافس أقوى مراسل أجنبي بسجائرها وتبخترها ولغتها الفرنسية الطليقة. وكانت أيضًا كاتبة موهوبة ومراسلة بارعة غطّت كل شيء من السياسة والفنون إلى الموضة والطعام.» كان من المرغوب أن تقوم بير بتغطية حرب فيتنام أثناء تواجدها في باريس ولكن رُفضت لأنها كانت امرأة.
في عام 1969 عادت بير إلى الولايات المتحدة لتأخذ منصبًا في المكتب الإداري لنيوزويك في العاصمة واشنطن. وبسبب استمرار انزعاجها من نيوزويك لعدم وجود علاوة؛ جعلتهم يرسلون لها مجموعة باهظة الثمن من النبيذ الفرنسي إلى الولايات المتحدة. وفي واشنطن تضمن عمل بير وزارة الخارجية الأمريكية والبيت الأبيض ووكالة المخابرات المركزية (سي آي إيه).
وفي هذه الأثناء، كانت المشكلة التي تغلي ببطء عن معاملة نيوزويك للموظفات النساء انفجرت أخيرًا. وهذا الحدث العاجل كان قصة الغلاف لمجلة نيوزماغازين في 23 مارس، 1970 عن النسوية. كان المقال، «نساء في ثورة» مكتوبًا من قبل هيلين دودار، وهي موظّفة مستقلّة وزوجة كاتب نيوزويك بيتر غولدمان. اعتقدت إدارة نيوزويك أنّ بير، وهي ما زالت الكاتبة الوحيدة بين الموظفين، كانت مبتدئة جدًا وعديمة خبرة لتكتب القصة بالرغم من أنها كانت مراسلة لخمس سنوات في باريس. كان سلوك بير متناقضًا؛ فهي لم تنضم للست وأربعين امرأة اللواتي رفعن شكوى مع لجنة تكافؤ فرص العمل، مع أن بوفيتش التي قامت بذلك، وصفت بير على أنها كانت داعمة بشكل خاص.
انتقلت بير إلى مدينة نيويورك سنة 1973 حيث استمرت بالكتابة هناك لنيوزويك. وربحت قصة الغلاف التي كتبتها عن باربرا والترز جائزة الصفحة الأولى في السنة التي تلتها. كانت أحد نتائج الشكوى للجنة تكافؤ فرص العمل هو موافقة نيوزويك على ترقية امرأة إلى محررة رئيسية. وبير كانت المرشحة البديهية. وقد عملت كمحررة في بداية عام 1974 عندما كان المسؤول عن هذه الوظيفة في إجازة (كان تعليق بير المميز أنّها «نجت بدون أي ذل كبير»). وكل من أوز إليوت وكاثرين غراهام، رئيسة شركة واشنطن بوست، فضّلا بير للمنصب. قدمت نيوزويك لبير تجربة في أواخر عام 1974، وكانت نتيجتها عبارة عن جدال. وزعمت بير لاحقًا أن العمل قد عُرض عليها ولكنها رفضته. إدوارد كوسنر، مدير التحرير آنذاك، زعم لاحقًا أن بير كانت «موهوبة جدًا ولكنها لم تكن مديرة جيدة»، وتروي القصة لين بوفيتش قائلةً أنّ تجربة بير انتهت عندما قامت برمي منفضة سجائر على أحد الأشخاص.
بغض النظر عن الأسباب، لم تصبح بير محررة رئيسية. وبعد رفضها لعرض بترك نيوزويك لتصبح سكرتيرة صحفية مساعدة تحت إشراف رون نيسين خلال إدارة الرئيس فورد، عادت بير إلى باريس في عام 1975 كرئيسة المكتب الإداري. وأضافت سابقة أخرى في عام 1977 عندما أرسلتها نيوزويك لتغطية حرب أوغادين بين إثيوبيا والصومال. بعد رفضها لحرب فيتنام قبل أقل من عقد من الزمن، أصبحت بير أول مراسلة حربية أنثى لصحيفة نيوزويك. عملها كمراسلة سيربحها «جائزة إد كانينغهام» لنادي الصحافة عبر البحار لأفضل مراسَلة لمجلّة من الخارج (مع جايمس برينغل وآرنود دو بورشغراف وكيم ويلينسون)، ولكنه أيضًا سيثبت المكانة العالية والمرموقة لحياتها المهنية. وأثناء قيادتها في الصومال لسيارة لاند روفر بعطل صغير، كسرت بير عظم العصعص لديها وهذه الإصابة تركتها بألم دائم.
عادت بير إلى نيويورك في عام 1978. وتزوجت من جون ب. جانسون، وهو مهندس معماري التقت به لأول مرة في عام 1975. استمرت بالكتابة لنيوزويك، بعملها ككاتبة رئيسية ومحررة عامّة، ولكن الألم الدائم الناجم عن إصابتها (الذي لم يتم تشخيصه بشكل كامل حتى عام 1981) أثر بقدرتها على العمل. أخذت هي وزوجها سنة إجازة في عام 1980-1981 للإبحار حول أمريكا الشمالية والكاريبي. دوّنت بير تجربة ركوب الزوارق ذات المحركات والإبحار، ومن ضمنها القرصنة المحبطة من قبل مدمنين. وفي أكتوبر عام 1981 عادت بير إلى مدرستها الأم، والتي بعد أن أصبحت للتعليم المختلط في عام 1969 صارت الآن ببساطة كلية كونيكتيكت، لتتلقى ميدالية كلية كونيكتيكت التي تُمنح لـ«خريجة الجامعة...لإنجاز مميّز.»

## الوفاة
إن الألم الجسدي والنفسي الناتج عن كسر عظم العصعص لديها كان شديدًا لدرجة أنها فكّرت بالانتحار في خريف عام 1981. انفصلت عن جانسون في العام التالي، لكنهما بقيا مقربين. تدهورت علاقة بير مع زملائها في العمل وكذلك جودة عملها. التقى المحرر الجديد ويليام برويلز الابن ببير في 22 أبريل، 1983 ليبلغها أن مجلة نيوزويك ستقوم بطردها وسيتم العمل بهذا القرار في 31 يوليو عام 1984. وبالنسبة لشخص كانت حياته المهنية كلها في نفس المجلة وهويته كانت مرتبطة بتلك المؤسسة، كانت صدمة رهيبة. بعد إنهاء عملها ستصبح بعجز دائم، وبمعاش مخفّض بشكل كبير. إليوت، محررها السابق الذي جرب حظه معها في الستينيات، أوصى ونصح بها لوصاية مؤسسة نيمان للصحافة في جامعة هارفارد، ولكن هذا العمل كان من نصيب هاوارد سيمونز، مدير تحرير صحيفة واشنطن بوست. يائسةً وبألم مزمن، قامت بالانتحار ليلة 26 مايو عام 1984.
كانت جنازة بير في كنيسة سانت بارثولوميو في ميدتاون مانهاتن بنيويورك. قام على الجنازة تيكس مكراري. وكان من بين الذين ألقوا كلمات مدح إليوت وجين براينت كوين وليندا بيرد فرانكي. إنّ ظروف وفاة بير أدّت إلى محاسبة نفس بشكل أكبر لدى نيوزويك، التي أسست «صندوق تمويل إليزابيث بير للمنحة الدراسية» في كلية الدراسات العليا للصحافة في جامعة كولومبيا. توجد أوراق بير في مركز الإرث الأمريكي في جامعة وايومينغ.